# Bertrand Muffat-Joly
Bertrand Muffat-Joly ist ein ehemaliger französischer Biathlet.
Bertrand Muffat-Joly gewann 1986 bei den Französischen Meisterschaften den Titel der Junioren über 10 Kilometer. Der damalige Chasseur der Französischen Streitkräfte erreichte seinen größten Erfolg, als er bei den erstmals ausgetragenen Biathlon-Europameisterschaften 1994 in Kontiolahti hinter Tor Espen Kristiansen und vor Ville Räikkönen die Silbermedaille im Einzel gewann.
Nach seiner aktiven Karriere wurde Muffat-Joly ein erfolgreicher Naturfotograf.

## Belege
1. ↑  efms.fr (Seite nicht mehr abrufbar, festgestellt im April 2018. Suche in Webarchiven) (PDF; 28 kB)
2. ↑  EM-Ergebnisse Herren
3. ↑  Fotoausstellung „Faszination Natur“

| Personendaten    | Personendaten          |
| ---------------- | ---------------------- |
| NAME             | Muffat-Joly, Bertrand  |
| KURZBESCHREIBUNG | französischer Biathlet |
| GEBURTSDATUM     | 20. Jahrhundert        |